# ساعت کوکو

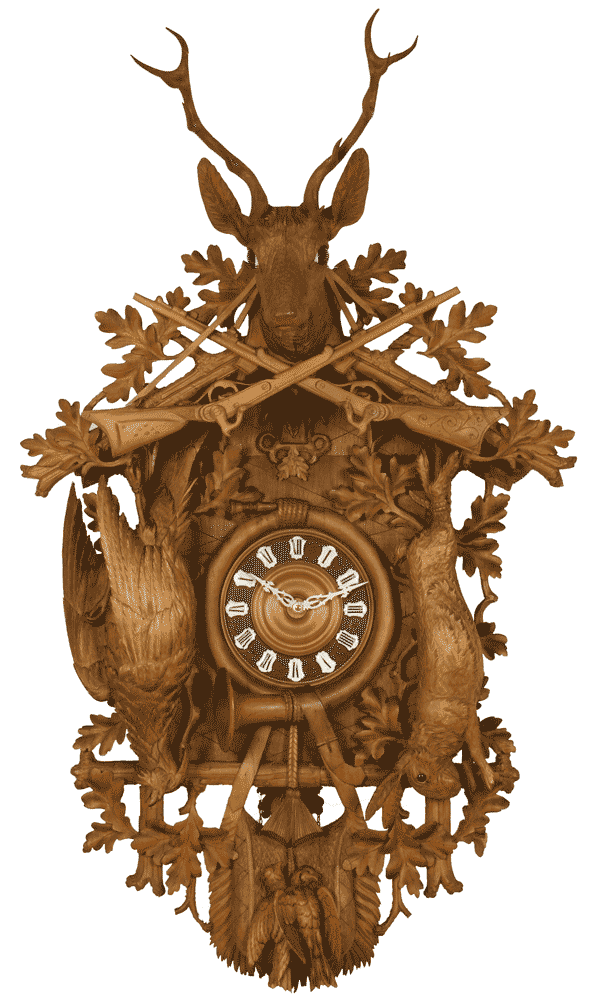
ساعت کوکو (فاخته) مربوطه به حدود ۱۹۰۰ میلادی.

ساعت فاخته‌ای (یا ساعت کوکو) گونه‌ای از ساعت (معمولاً ساعت آونگی) است که دارای پرنده مصنوعی است که ساعت را با صدای پرنده (فاخته) اعلام می‌کند. بعضی از آنها بالهای خود را حرکت می‌دهند و نوک خود را در حالی که به جلو خم می‌شوند باز و بسته می‌کنند، در حالی که در برخی دیگر، فقط بدن پرنده به جلو خم می‌شود. مکانیسم تولید صدای فاخته از اواسط قرن ۱۸ میلادی مورد استفاده قرار گرفته و تا به امروز تقریباً بدون تغییر باقی مانده‌است.
مشخص نیست چه کسی ساعت کوکو را اختراع کرده و اولین بار در کجا ساخته شده‌است. تصور می‌شود بخش اعظم توسعه و تکامل آن در منطقه جنگل سیاه در جنوب غربی آلمان (ایالت بادن-وورتمبرگ) اتفاق افتاده باشد. ساعتهای فاخته‌ای از اواسط دهه ۱۸۵۰ به بعد به سایر نقاط جهان صادر می‌شد. امروز ساعت کوکو یکی از سوغات مورد علاقه مسافران آلمان، سوئیس و اتریش است و به نمادی فرهنگی از آلمان بدل شده‌است.

## مشخصات

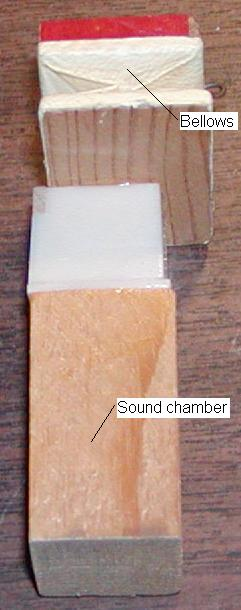
یکی از دو لوله کاکو gedackt.

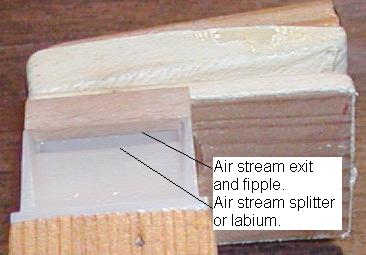
تولیدکننده صدا.

طراحی ساعت فاخته اکنون عادی شده‌است. بیشتر آنها به "سبک سنتی" (که به عنوان "حکاکی شده" نیز شناخته می‌شوند) یا " کلبه " ساخته می‌شوند تا روی دیوار آویزان شوند. در سبک "سنتی"، جعبه چوبی ساعت با برگ و حیوانات حک شده تزئین شده‌است. آنها دارای پرنده ای خودکار هستند که با در کوچکی محافظت می‌شود. این سازوکار معمولاً هر نیم ساعت فعال می‌شود.
در سال‌های اخیر، ساعت‌های فاخته کوارتزی باتری دار در بازار ارائه شده‌اند. حرکت فاخته در چنین ساعتهایی توسط یک الکترومغناطیس تنظیم می‌شود که پالس تولید می‌کند و خاموش می‌شود. پرنده در این ساعتها حرکات بیشتری نسبت به مدل‌های سنتی دارد.
ساعتهای فاخته کوارتزی غالباً دارای یک سنسور هستند که هنگام خاموش شدن چراغ‌ها در شب، به‌طور خودکار صدای ساعت را ساکت می‌کنند.

## تاریخ

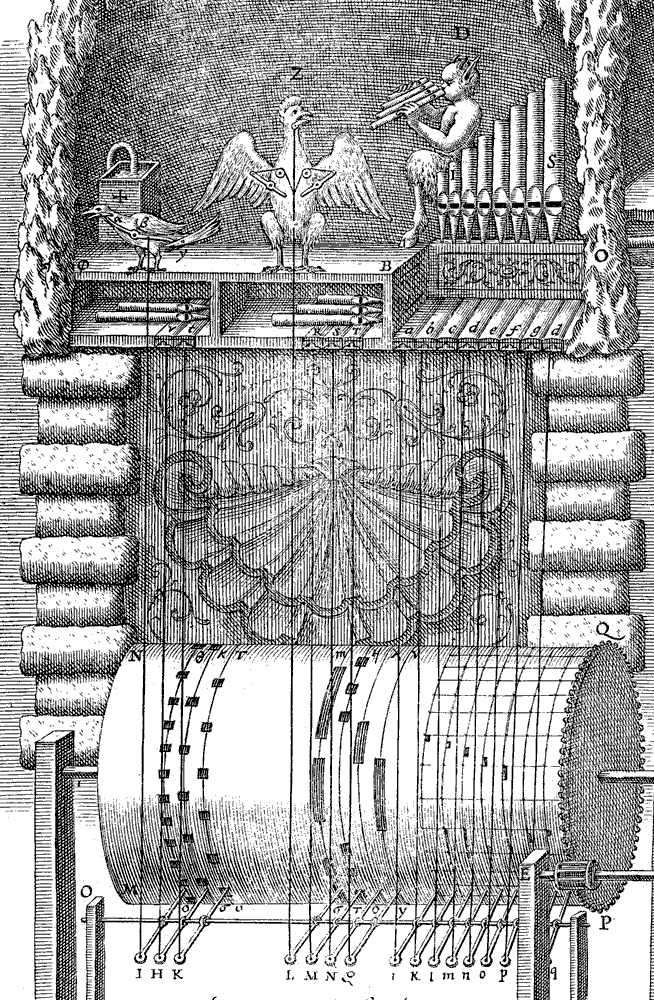
فاخته مکانیکی، ۱۶۵۰.

در سال ۱۶۲۹، چند دهه قبل از ایجاد ساعت مچی در جنگل سیاه، یک نجیب‌زاده اهل اوگسبورگ به نام فیلیپ هاینهاوفر (۱۶۷۸–۱۵۷۸) اولین توصیف شناخته شده از ساعت مدرن فاخته را نوشت. ساعت متعلق به شاهزاده آگوست فون ساکسن بود.

## یادداشت
1. ↑  Peter Neville-Hadley (2016-04-03). "Germany's Black Forest clock route full of surprises". torontosun.com. Retrieved 2016-10-25.
2. ↑  Ross Sveback (2015-08-25). "Cuckoo for cuckoo clocks". fox9.com. Archived from the original on 25 October 2016. Retrieved 2016-10-25.
3. ↑  The American Cuckoo Clock Company (2019-03-03), What Makes the Cuckoo Clock Bird Move?, retrieved 2019-03-24
4. ↑  For the early history of Black Forest clockmaking, see Gerd Bender, "Die Uhrenmacher des hohen Schwarzwaldes und ihre Werke". Vol. 1 (Villingen, 1975): pp. 1–10.
5. ↑  Johannes Graf, The Black Forest Cuckoo Clock. A Success Story. NAWCC Bulletin, December 2006: p. 646.

## کتابشناسی
- اشنایدر، ویلهلم (1985): "Zur Entstehungsgeschichte der Kuckucksuhr." در: Alte Uhren, Fascicle 3، pp. 13-21.
- اشنایدر، ویلهلم (1987): "Frühe Kuckucksuhren von Johann Baptist Beha در Eisenbach im Hochschwarzwald. In: Uhren, Fascicle 3، pp. 45-53.
- موه، ریچارد، کالرت، هلموت و تکن، "بیتریس" (۱۹۸۸): کاککسسورن. مونشن
- اشنایدر، ویلهلم (۱۹۸۸): "ساعتهای فاخته یوهان باپتیست بها". در: طالع بینی پادگان، جلد. ۱۷، صص. ۴۵۵–۴۶۲
- اشنایدر، ویلهلم، اشنایدر، مونیکا (۱۹۸۸): "ساعتهای جنگلی سیاه فاخته در نمایشگاه‌های فیلادلفیا ۱۸۷۶ و شیکاگو ۱۸۹۳". در: NAWCC، جلد. ۳۰/۲، شماره ۲۵۳، صص. ۱۱۶–۱۲۷ و ۱۲۸–۱۳۲.
- اشنایدر، ویلهلم (۱۹۸۹): "بمیری آیزرن کوکاکسور". در: Uhren، 12. Jg. , Fascicle ۵، pp. 37-44
- Kahlert, Helmut (2002): "Erinnerung a ein geniales Design. 150 Jahre Bahnhäusle-Uhren" در: Klassik-Uhren, F. 4، pp. 26-30.
- گراف، یوهانس (۲۰۰۶): "ساعت سیاه فاخته جنگل: یک داستان موفقیت آمیز". در: بولتن دسامبر NAWCC، صص. ۶۴۶–۶۵۲.
- میلر، جاستین (۲۰۱۲)، ساعتهای جنگلی سیاه نادر و غیرمعمول، شیفر، ص. ۲۷–۱۰۳
- Scholz, Julia (2013): Kuckucksuhr Mon Amour. Faszination Schwarzwalduhr. اشتوتگارت: کنراد تیس ورلاگ، ۱۶۰ ص. شابک 978-3-8062-2797-0.